# Acaena myriophylla
Acaena myriophylla là loài thực vật có hoa trong họ Hoa hồng. Loài này được Lindl. mô tả khoa học đầu tiên năm 1829.